# جورج کولیاس (زیست‌شناس)
جورج کولیاس (انگلیسی: George Kollias؛ زادهٔ ۱۹۵۸) دانشمند در زمینه فاکتور نکروز تومور اهل یونان است.